# جوناس جانسون (ورزشکار)
جوناس جانسون (انگلیسی: Jonas Jonsson; ۲۷ اکتبر ۱۹۰۳ – ۱۲ ژانویهٔ ۱۹۹۶) ورزشکار ورزش تیراندازی اهل سوئد بود.
وی در مسابقات کشوری و بین‌المللی در مجموع برندهٔ ۱ مدال برنز شده‌است.